# Departamento Ñorquín
Das Departamento Ñorquín liegt im Westen der Provinz Neuquén im Süden Argentiniens und ist eine von 16 Verwaltungseinheiten der Provinz. 
Es grenzt im Norden an die Departamentos Minas und Chos Malal, im Osten an das Departamento Pehuenches, im Süden an das Departamento Loncopué und im Westen an Chile. 
Die Hauptstadt des Departamento Ñorquín ist El Huecú.

## Bevölkerung

### Übersicht
Das Ergebnis der Volkszählung 2022 ist noch nicht bekannt. Bei der Volkszählung 2010 war das Geschlechterverhältnis mit 2.483 männlichen und 2.209 weiblichen Einwohnern unausgeglichen mit einem deutlichen Männerüberhang.
Nach Altersgruppen verteilte sich die Einwohnerschaft auf 1.318 Personen (28,1 %) im Alter von 0 bis 14 Jahren, 3.066 Personen (65,3 %) im Alter von 15 bis 64 Jahren und 308 Personen (6,6 %) von 65 Jahren und mehr.

### Bevölkerungsentwicklung
Das Gebiet ist sehr dünn besiedelt. Die Bevölkerungszahl sank bis 1970 stark und hat seither stark zugenommen. Die Schätzungen des INDEC gehen von einer Bevölkerungszahl von 6.092 Einwohnern per 1. Juli 2022 aus.
| Jahr | 1947  | 1960  | 1970  | 1980  | 1991  | 2001  | 2010  | 2022    |
| Einwohner                                                                                                | 4.899 | 3.296 | 2.657 | 3.350 | 4.136 | 4.628 | 4.692 | k. Ang. |
| Bevölkerungsentwicklung des Departements seit 1947; Quelle: Ergebnisse der Volkszählungen in Argentinien |       |       |       |       |       |       |       |         |

## Städte und Gemeinden
Das Departamento Ñorquín ist in vier Gemeinden dritter Kategorie gegliedert:
- Caviahue-Copahue
- El Cholar
- El Huecú
- Taquimilán

Weitere Kleinsiedlungen (parajes) im Departamento sind:
- Colipilli
- Lafontaine
- Naunauco
- Rahueco
- Ranquilon
- Taquimilán Arriba
- Taquimilán Centro
- Taquimilán Abajo
- Vilu Mallin